# ウビラヤラ

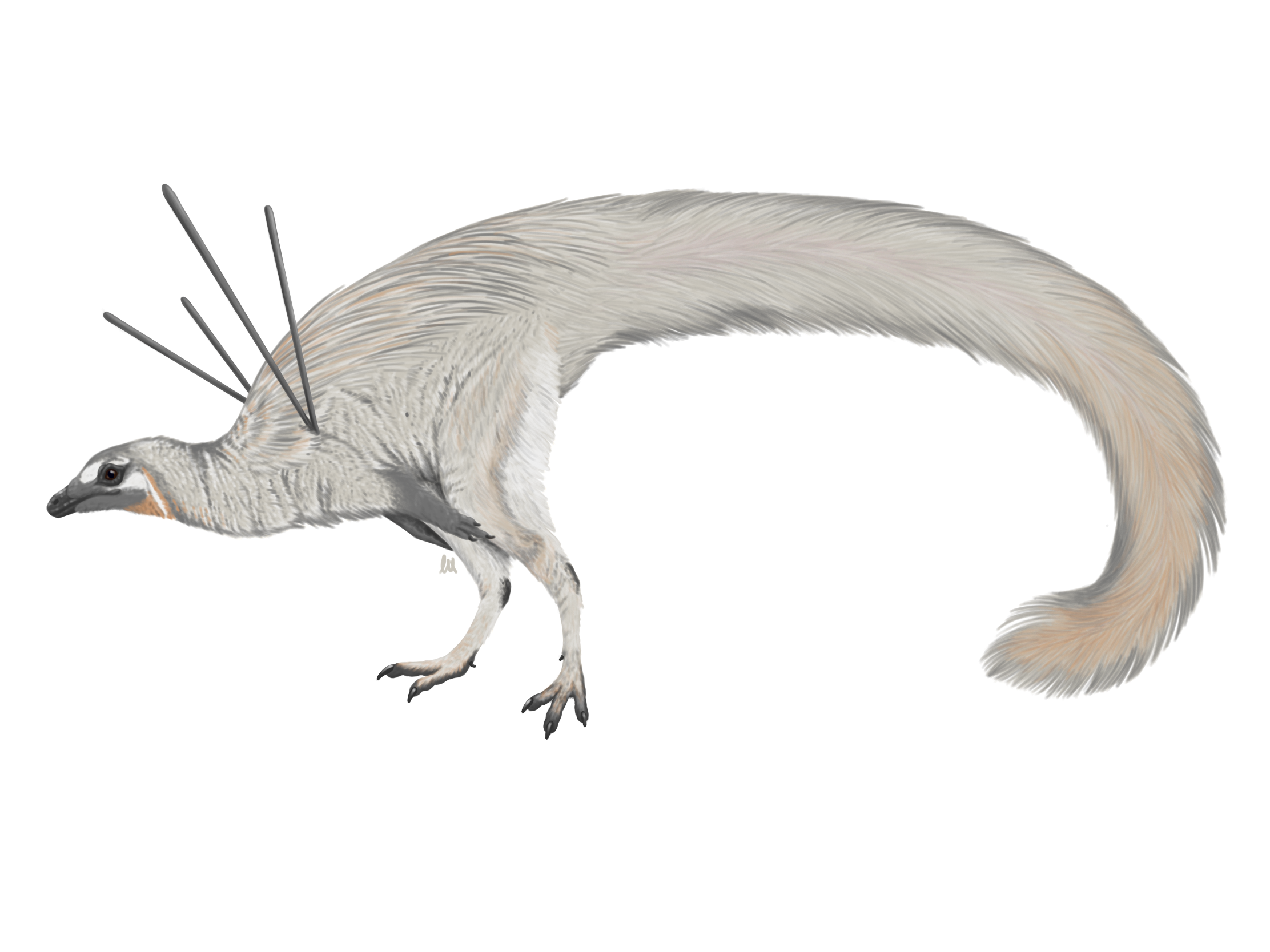
復元図

- ウビラヤラ・ジュバトゥス
- ウビラジャラ・ジュバトゥス[1]

ウビラヤラ・ジュバトゥス (Ubirajara jubatus) とは、前期白亜紀アプチアンのブラジルから知られるコンプソグナトゥス科の獣脚類恐竜の裸名。外皮系が化石に保存されており、リボン状の原始羽毛を肩に持つことを大きな特徴とする。当該の化石がブラジルからドイツの博物館へ不法に密輸されたことにより、記載論文の公開が取り下げられたことで知られる。

## 発見と命名
ウビラヤラの化石はブラジルのクラト累層（en:Crato_Formation）から発見された。採掘された化石は1995年にバーデン＝ヴュルテンベルク州の博物館、State Museum of Natural History Karlsruheに移されたが、ブラジルの法律では国外への化石の輸出を認めていないため、この化石は不法に輸出されたとされている。記載論文は2020年にプレス中として発表されたものの、化石の入手による論争により公開が取り消されることとなった。
タイプ標本SMNK PAL 29241は頭蓋骨や後半身を欠いているものの、羽毛や皮膚の構造まで保存されている。学名は論文の公開取り消しのために裸名となっているが、属名Ubirajaraは「槍の主」、種名jubatusは「鬣を持つ」を意味する。

## 古生物学

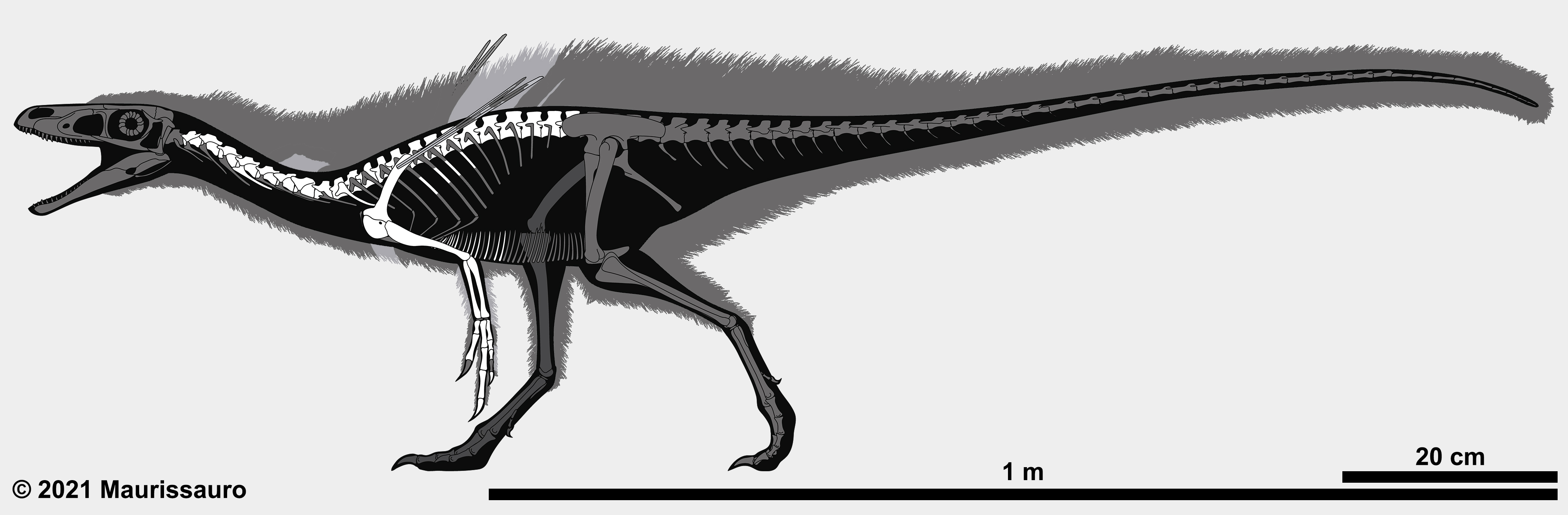
骨格復元図

ウビラヤラは未成熟な標本からのみ知られるが、全長は1メートルほどとなる。少なくとも首から背中にかけて鬣状の羽毛が生えており、肩からは15センチメートルほどの長さになる外皮構造が確認される。
コンプソグナトゥス科に含まれ、シノサウロプテリクスとコンプソグナトゥスで形成された分岐群の姉妹種とされる。